# Папуазия
Папуазия е геоботанически район, дефиниран от Световната географска схема за записване на разпространението на растенията (WGSRPD). Разположен е в югозападната част на Тихия океан, в Меланезия, част от Океания.
Районът включва островите Ару, Бугенвил, Нова Гвинея и Соломоновите острови, с изключение на островите Санта Круз.